# Székely József (író)
Székely József (Debrecen,  1825. március 1. – Budapest, 1895. szeptember 16.) ügyvéd, pesti író, Pest-Pilis-Solt-Kiskun vármegye levéltárosa, 1848-49-es honvéd százados.

## Pályája
Apja, Székely Mihály, anyja, Nagy Erzsébet. Debrecenben, a református kollégiumban tanult, Miskolcon és Pesten végzett joggyakorlatot. 1847-ben ügyvédi oklevelet szerzett. Az utolsó pozsonyi országgyűlésen a jurátus-ifjúság egyik vezére volt. Pozsonyból Kolozsvárra küldték, hogy az 1848-as eszméket népszerűsítse. A szabadságharc idején előbb Szemere minisztériumában fogalmazó, majd a hadseregben honvédszázados volt. Az önkényuralom ideje alatt Pesten költeményeket, novellákat, regényt és cikkeket írt hírlapokba, és a Pesti Napló munkatársa volt. 1855-től egy ideig Bécsben élt mint az ott kiadott Magyar Sajtó munkatársa. Az 1850-es és 1860-as évek írói csoportjának egyik jellemző alakja volt. Idős korában Pest vármegye levéltárosa lett, ekkor leginkább történeti adatok közzétételével foglalkozott.

## Munkáiból
- Liliputfalvi Liliputi Tóbiás. (Pest, 1850.) Vidám hangvételű regény. A szerző részint Cervantes világhírű regényét utánozta, részint az angol humoristáktól tanult.
- Szeszélydalok. (Pest, 1853.) Versek.
- Kalárisok. (Pest, 1853.) Versek.
- Kármán és M. grófné levelei. (Pest, 1860.) Kármán József és kedvese, Markovics grófné leveleinek kiadása.
- Írt egy drámát is: Kármán és Fanni, mely nem került színre.

### Fordítások
- A szeszélyes hölgy. Irta Flygare-Carlén Emilia. Ford. Uo. 1862-63. Hat kötet.
- Hortenzia királynő. Napoleoni életkép. Irta Mühlbach Luiza. Ford. Uo. 1863. Két kötet.

## Érdekességek
A legenda szerint róla nevezték el a székelykáposzta (székely gulyás) nevű népszerű ételt.